# São Sebastião (Distrito Federal)
São Sebastião, amtlich portugiesisch Região Administrativa de São Sebastião, ist die Verwaltungsregion RA XIV und mit rund 100.000 Einwohnern 22 km südöstlich vom Zentrum Brasilias im brasilianischen Bundesdistrikt gelegen. Die Verwaltungsregion grenzt an Cidade Ocidental (Goiás), Santa Maria, Lago Sul, Jardim Botânico, Paranoá und Cristalina (Goiás) an.
Die irreguläre Besiedlung der Region begann schon ab 1957. 1991 hatte der Ort 17.390 Einwohner und 1998 44.235 Einwohner. Für das Jahr 2013 wurde eine Einwohnerzahl von 97.977 Personen angegeben.
Am 25. Juni 1993 wurde die damalige Agrovila São Sebastião durch das Gesetz „Lei 467/93“ zu einer eigenständigen Verwaltungsregion.

## Verwaltung
Administrator der Verwaltungsregion ist Alexley Gonçalves Pires (Stand: 2018).